# Чабаловце
Чабаловце (слч. Čabalovce) насељено је мјесто са административним статусом сеоске општине (слч. obec) у округу Медзилаборце, у Прешовском крају, Словачка Република.

## Становништво
| Година:    | 1994. | 2004.    | 2014.   | 2024.    |
| ---------- | ----- | -------- | ------- | -------- |
| Број људи: | 308   | 360      | 368     | 328      |
| Разлика:   |       | +16,88 % | +2,22 % | -10,86 % |

| Година:    | 2023. | 2024.   |
| ---------- | ----- | ------- |
| Број људи: | 330   | 328     |
| Разлика:   |       | -0,60 % |

Према подацима о броју становника из 2024. године насеље је имало 328 становника.